# Xylotrupes gideon
Xylotrupes gideon (Linnaeus, 1767) è un coleottero appartenente alla famiglia degli Scarabeidi (sottofamiglia Dynastinae).

## Descrizione

### Adulto

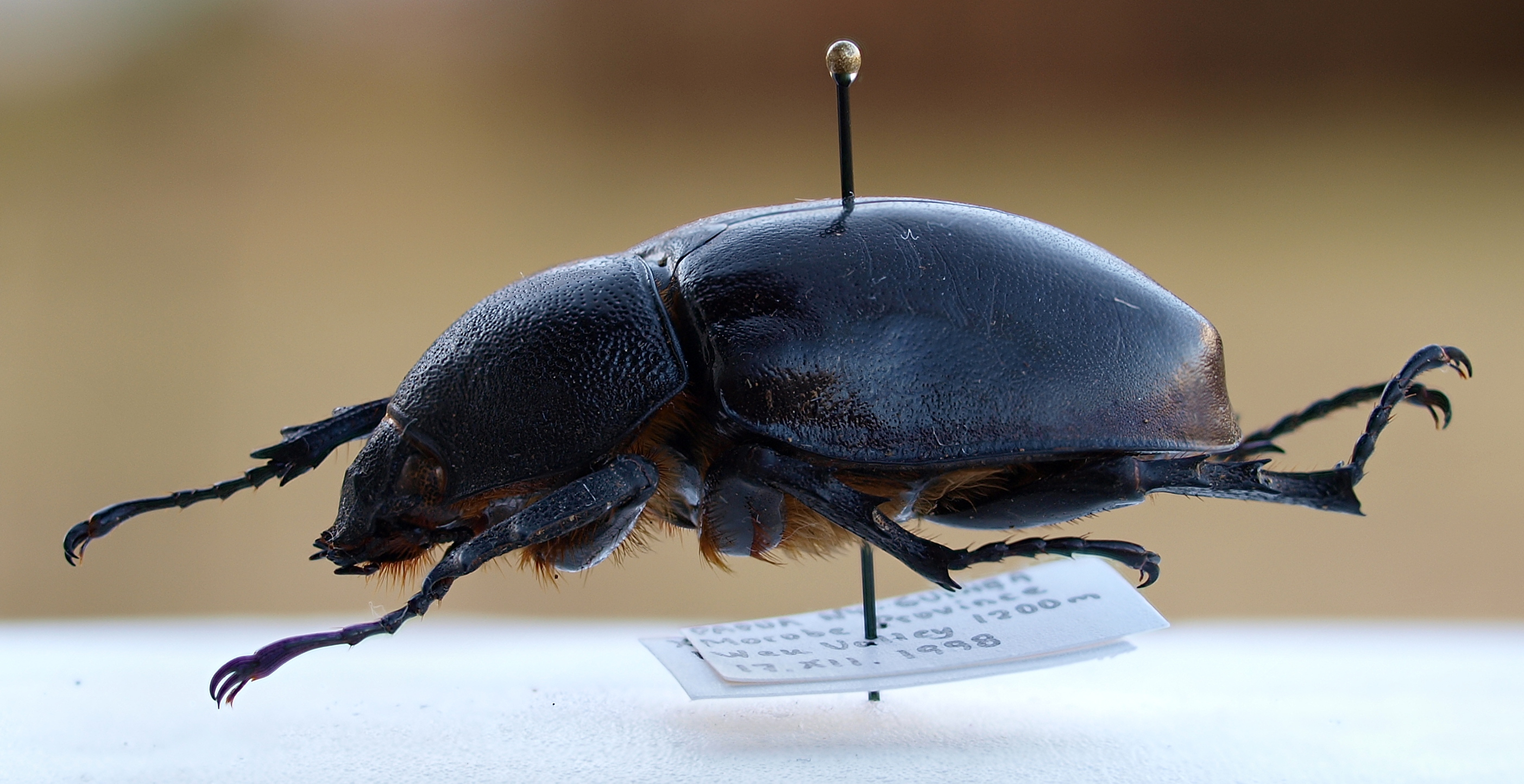
Esemplare femmina.

X. gideon è di dimensioni medio-grandi, con i maschi che possono raggiungere i 7 cm di lunghezza. Sempre i maschi presentano due corna: uno cefalico e uno toracico, anche se non estremamente sviluppati, che vengono impiegati nelle lotte con gli altri maschi. Questo conferisce alla specie un notevole dimorfismo sessuale, essendo le femmine completamente prive di corna. Questi insetti sono di un colore marrone scuro-nero.

### Larva
Le larve hanno l'aspetto di grossi vermi bianchi dalla forma a "C". Presentano la testa e le tre paia di zampe sclerificate ed una serie di forellini chitinosi lungo il corpo che permettono all'insetto di respirare nel terreno.

## Biologia
Gli adulti sono di abitudini crepuscolari e notturne ed hanno una vita libera di pochi mesi. Le femmine depongono da 20 a 30 uova, a seconda dell'ambiente da cui fuoriescono le larve. Queste si nutrono di legno morto, detriti vegetali e materia organica in decomposizione. Lo stadio larvale dura circa 2 anni.

## Distribuzione
X. gideon si può rinvenire in gran parte del sud-est Asiatico, in Australia e in Indonesia.